# Regeneracja ciepła
Regeneracja ciepła – zachowanie w obiegu siłowni parowych i gazowych części ciepła, które bez regeneracji byłoby wyrzucone do otoczenia.

## Cel i zakres stosowania
Regeneracja ciepła pozwala na znaczne podniesienie sprawności termicznej obiegów porównawczych i rzeczywistych elektrowni kondensacyjnych i powiększenie wskaźnika skojarzenia w elektrociepłowniach. Regeneracja dokonywana jest za pomocą tzw. wymienników regeneracyjnych, będących tradycyjnymi wymiennikami ciepła. Rozbudowa układu regeneracyjnego wiąże się z dodatkowymi kosztami inwestycyjnymi (wymienniki, rurociągi, armatura), a liczba wymienników określana jest na drodze zaawansowanych analiz ekonomicznych.
Regeneracja ciepła jest podstawowym sposobem karnotyzacji obiegu termodynamicznego.

## Regeneracja ciepła w siłowniach parowych
Obecnie nie stosuje się siłowni parowych bez regeneracji ciepła, a ilość wymienników regeneracyjnych waha się w granicach od kilku do kilkunastu, w zależności od wielkości elektrowni.
W siłowniach parowych wymienniki regeneracyjne zasilane są parą upuszczaną z turbiny. Upusty pary wbudowane są w korpus w taki sposób, że z każdego kolejnego upustu pobierany jest odpowiedni strumień pary o coraz niższej temperaturze. Każdy z upustów regeneracyjnych zasila jeden wymiennik. W wymienniku para podgrzewa kondensat o pewną wartość Δt. Jednocześnie następuje skroplenie pary i wprowadzenie jej skroplin do głównego strumienia kondensatu. Kondensat podgrzewany jest w kolejnych wymiennikach regeneracyjnych osiągając temperaturę na wlocie do kotła parowego na poziomie sto kilkadziesiąt do ponad dwustu stopni Celsjusza.
Im wyższą temperaturę posiada kondensat na wlocie do kotła, tym mniej węgla należy spalić, aby uzyskać parę przegrzaną o zadanych parametrach. Jednak zbyt wysoka temperatura kondensatu prowadzi do obniżenia sprawności kotła. Optymalna temperatura kondensatu na wlocie do kotła wyznaczana jest drogą złożonych obliczeń.
Ze względu na ciśnienie panujące po stronie kondensatu rozróżnia się:
- wymienniki regeneracyjne niskoprężne i
- wymienniki regeneracyjne wysokoprężne.

Wymienniki niskoprężne usytuowane są przed główną pompą zasilającą, a wysokoprężne – za pompą. Duża wartość ciśnienia po stronie kondensatu w wymiennikach wysokoprężnych ma istotny wpływ na ich konstrukcję.
Rosnące problemy paliwowe i ekologiczne zmuszają do podnoszenia sprawności układów energetycznych, m.in. elektrowni cieplnych. Istotne są dzisiaj nawet ułamki procentu sprawności. Dlatego nowo instalowane elektrownie mają coraz to więcej wymienników regeneracyjnych, mimo że każdy następny przynosi mniejszy skutek, niż poprzedni.

## Regeneracja w siłowniach gazowych
W siłowniach gazowych regeneracja ciepła polega na zastosowaniu zwykle jednego wymiennika regeneracyjnego, w którym następuje ogrzanie sprężonego powietrza przed wlotem do komory spalania przy pomocy gorących spalin opuszczających turbinę. Efektywność regeneracji ciepła będzie więc zależna od temperatury spalin na wylocie z turbiny i temperatury powietrza na wylocie ze sprężarki. Wynika z tego, że duża intensywność regeneracji będzie miała miejsce przy małych sprężach całkowitych, bądź w układach z chłodzeniem międzystopniowym sprężanego powietrza i przegrzewem wtórnym spalin w turbinie.
W ostatnich latach intensywnie rozwijane są mikroturbiny gazowe. W układzie prostym osiągają one małe sprawności. Zastosowanie regeneracji ciepła umożliwia osiąganie znacznie wyższych sprawności nawet przy stosunkowo prostej budowie (sprężarka jednostopniowa i turbina jednostopniowa).